# 周澄 (香港)
周澄（英語：Crystal Chow，1986年9月13日—)，生於香港，祖籍廣東開平，香港中文大學文化研究系畢業，學聯前秘書長（2009—2010），香港中文大學學生會前任外務副會長（2008—2009），支聯會青年組組員。周澄曾擔任公民黨2007年區議會選舉的助選義工。2010年香港立法會地方選區補選中，周聯同另外四位前學聯成員組成大專2012，並出選新界東選區。曾為陽光時務周刊記者，現為為自由撰稿人，並於《AM730》及《JET》等多份報章撰寫專欄。

## 生平簡介
周澄出生於香港一個中產家庭，母親為金像獎編劇岸西。周澄出身自傳統左派學校培僑中學，早年已投身香港民主運動。

### 政治及社會運動
2001年，當時是中學生的周澄加入了支聯會青年組，並於翌年擔任執委；2004年立法會選舉時，周澄為七一連線助選。2006年，周澄擔任支青組教育及出版幹事。周澄曾擔任公民黨2007年區議會選舉的助選義工，為伍展邦助選。

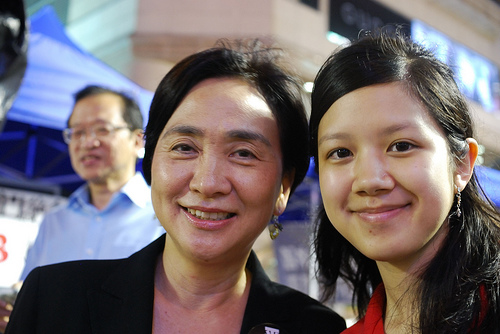
周澄（右）與立法會議員劉慧卿合照

周於2009年曾為明報撰文，回應全國人大代表吳康民對她的批評。並引述周奕的《香港左派鬥爭史》，指出香港左派早年以共產主義中解放群眾、對抗剝削等理想，抗衡香港政府的高壓統治，但1997年香港主權移交至中國後卻靠攏政權。面對六四天安門廣場上學生與工人的改革訴求、維權人士受打壓和國家經濟發展背後所掩蓋的巨大貧富差距，香港左派卻沒有對中國政府有同樣的抗衡和批判。

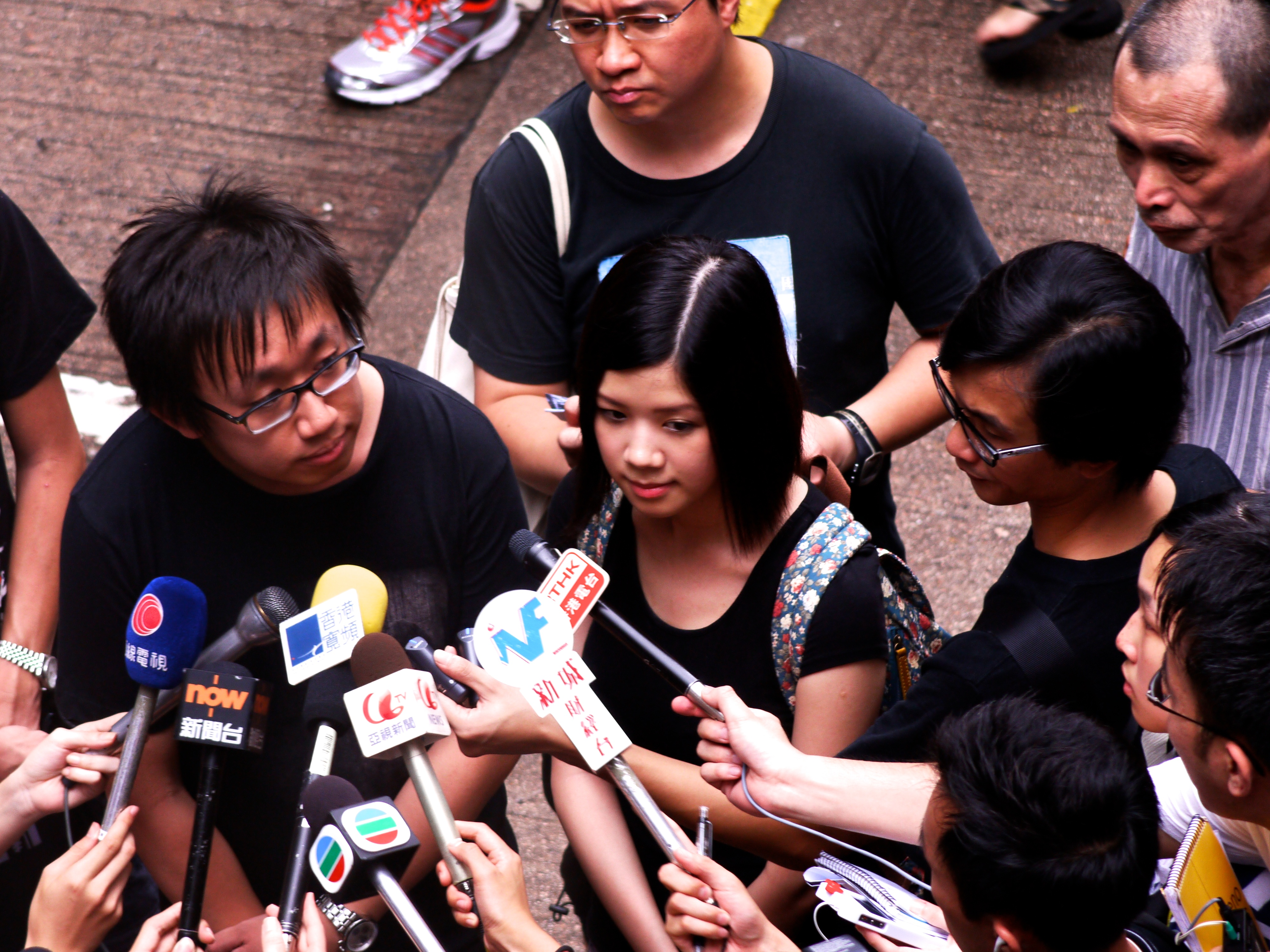
周澄擔任李旺陽事件在香港的相關示威的發言人

2010年1月，周參加反高鐵行動；在出席香港商業電台節目《在晴朗的一天由心出發》時表示，香港不公義的社會問題是來自不民主的制度，尤其經濟上的不公義，她認為香港政府幫上級階層解決問題總是特別快，但是對於低下階層的政策卻「永遠正在考慮之中」。
2010年4月，香港政府在立法會推出沒有普選路線圖的政改方案時，在旁聽席的周向準備發言的唐英年大叫「2012雙普選」、「打倒特權階級」、「廢除功能組別」等口號，周隨即被保安員帶走。2011年開始周成為社民連內部成員，有指她有意2016年伙拍長毛梁國雄出選立法會新界東選區。

### 畢業後經歷
2010年畢業後於菲律賓一志願組織工作實習半年、又在Roundtable工作過，然後再做記者，期間專責國際版及文化版專題報導，後在2013年4月底隻身到馬來西亞兩星期採訪大選。去年被選為Asia Pacific Youth Network的年度香港區青年大使，與其他亞太地區的社運青年推動人權運動。
2013年有幸自全球逾萬名申請者中脫穎而出，獲全費資助參與聯合國Alliance of Civilizations的暑期學校項目，代表香港與來自全球九十多個國家的參與者交流、學習、到紐約市聯合國總部參與青年座談和參觀，並在市內參與主題考察。同年9月中出發到非洲肯亞南部參與為期一個月的義工計劃。

### 2010立法會補選

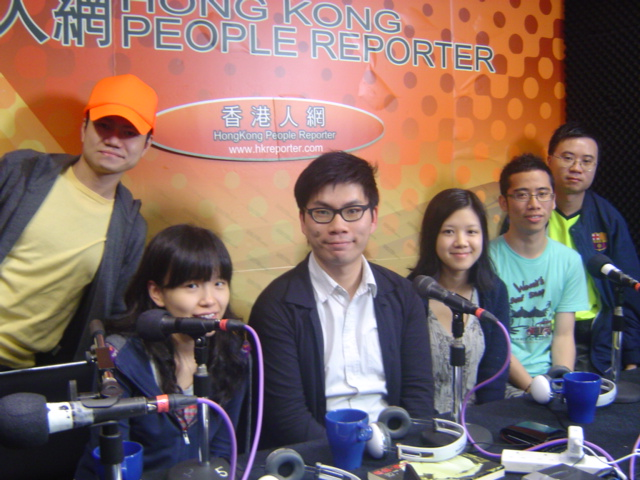
「大專2012」周澄、郭永健、嶺大學生會張彥子、何鴻興，出席網台節目《五區公投》第10集（香港人網，2010年4月10日）

2010年立法會補選（又名五區公投）中，周聯同另外四位前學聯成員組成大專2012，以堅持2012雙普選和廢除功能組別為政綱，出選新界東選區，最後得到1.7萬多票，在大專2012五位候選人中得票最高，並僅次於五名立法會當選人，較前新城電台節目主持人白韻琴還要多。中文大學政治及行政學系副教授馬嶽指出，周和大專2012其他參選人的得票，反映時下年輕人愈來愈敢站出來參選及投票，表達對當前政局的不滿。周在訪問中表示不會在意今次得票多少，能帶來正面效果已滿意。而大專2012會繼續參與政治和社會運動。

### 舞小姐事件
2010年6月30日，周澄接受《壹週刊》訪問時表示，修讀副學士期間曾當舞小姐。周澄在訪問中表示，當年因遭男朋友批評，一氣之下去了尖東新花都夜總會當舞小姐，「說我賤，就賤給你看！」，並在事件之後三年後因知道會被揭發而自認此事，但強調並沒有賣淫。她向報章聲稱：「我只是『金魚』（即只做陪酒，不提供性服務），做了3個月，好似暑期工一樣，我當作是一種社會經驗」，周澄強調不賣身，但承認在接客期間會遇到客人毛手毛腳，這些都是她「一早預料」的。至於為何會選擇「下海」，周澄這樣解釋：「那時候（當時20歲）不開心，不單是失戀，還有其他個人問題，一時鑽牛角尖才會這樣做。」。周也承認其父母對此事一無所知，但已經準備把事件如實告知家人。80後反特權青年成員林輝與周拍拖時正值周在夜總會工作，據林氏所稱，周絕非向客人提供性服務，只是賣啤酒。

## 外部連結
- 周澄的Facebook專頁
- 周澄的X（前Twitter）
- 周澄的Instagram帳戶
- 周澄部落格